# Avantgarde
Zur Avantgarde (fr. « avant-garde », buchstäblich „Vorhut“ IPA: [avɑ̃ˈɡaʁdə], [avɑ̃ˈɡaʁt], anhörenⓘ, anhörenⓘ) zählen politische und künstlerische Bewegungen, zumeist des 20. Jahrhunderts, die eine Orientierung an der Idee des Fortschritts gemeinsam haben und sich durch besondere Radikalität gegenüber bestehenden politischen Verhältnissen oder vorherrschenden ästhetischen Normen auszeichnen. Als Avantgarde wird gemeinhin eine Gruppe von Vorkämpfern, einer geistigen Entwicklung bzw. avantgardistischen Zielvorstellung bezeichnet.

## Herkunft des Begriffs
Der Ausdruck stammt ursprünglich aus der französischen Militärsprache und bezeichnet die Vorhut, also denjenigen Truppenteil, der als Erster vorrückt und somit zuerst Feindberührung hat. Auch das deutsche Militär bezeichnete ursprünglich die Vorhut als Avantgarde. So wird der Begriff Avantgarde beispielsweise in Regimentsgeschichten vor dem Deutsch-Französischen Krieg verwendet.

## Allgemeine Bedeutung
Im weitesten Sinn wird mit dem Avantgarde genannten Begriff dem Bezeichneten eine ‚Vorreiterrolle‘ zugewiesen. Unter Avantgardisten versteht man Personen, die neue, wegweisende Entwicklungen anstoßen.
Avantgarde kann allgemein verstanden werden als eine kreative und innovative Bewegung, die selten den vorherrschenden gesellschaftlichen und ökonomischen Machteliten angehört. Außerhalb seines militärischen Ursprungs taucht der Begriff der Avantgarde in verschiedenen Zusammenhängen auf, bezieht sich meist jedoch entweder auf eine politische, kulturelle oder künstlerische Bewegung, die ausgetretene Pfade verlässt.

## Avantgarde in der Politik
Der Begriff der Avantgarde fand Einzug in die politische Sprache insbesondere von revolutionären Parteien und Bewegungen. So verstand Lenin, und mit ihm der spätere Marxismus-Leninismus, die kommunistische Partei als „Avantgarde der Arbeiterklasse“. Bereits Marx schrieb im Manifest der Kommunistischen Partei, die Kommunisten seien „der entschiedenste, immer weitertreibende Teil der Arbeiterparteien aller Länder; sie haben theoretisch vor der übrigen Masse des Proletariats die Einsicht in die Bedingungen, den Gang und die allgemeinen Resultate der proletarischen Bewegung voraus.“ Gleichzeitig betonte Marx jedoch, dass die Kommunisten auch Teil des Proletariats selbst seien: „Die proletarische Bewegung ist die selbständige Bewegung der ungeheuren Mehrzahl im Interesse der ungeheuren Mehrzahl.“
Lenin dagegen organisierte zwar mit den Bolschewiki ebenfalls eine Massenpartei, formulierte jedoch zugleich einen Führungsanspruch der Avantgarde vor dem restlichen Proletariat. Diese Avantgarde, die die revolutionären Ideen von außen an die Arbeiter herantrug, war nach Lenin deshalb notwendig, weil die Proletarier aus eigener Kraft heraus nur zu einem trade-unionistischen, das heißt gewerkschaftlichen Bewusstsein fähig seien:
„Die Geschichte aller Länder zeugt davon, daß die Arbeiterklasse ausschließlich aus eigener Kraft nur ein trade-unionistisches Bewußtsein hervorzubringen vermag.“ Diese Lehre trug wesentlich dazu bei, die Diktatur der Partei über die Arbeiter zu rechtfertigen.
Als politische Avantgarde der revolutionären Bewegung wurden auch die kommunistischen Matrosen angesehen, die in der russischen Oktoberrevolution 1917, aber auch in der deutschen Novemberrevolution 1918 eine vorwärtstreibende Rolle eingenommen hatten.

## Avantgarde in der Bildenden Kunst

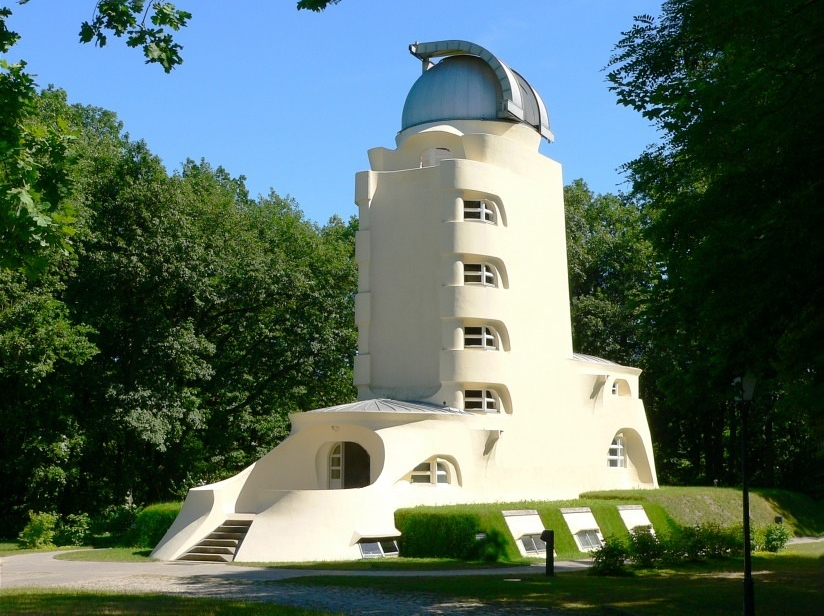
Expressionistischer Einsteinturm von Erich Mendelsohn

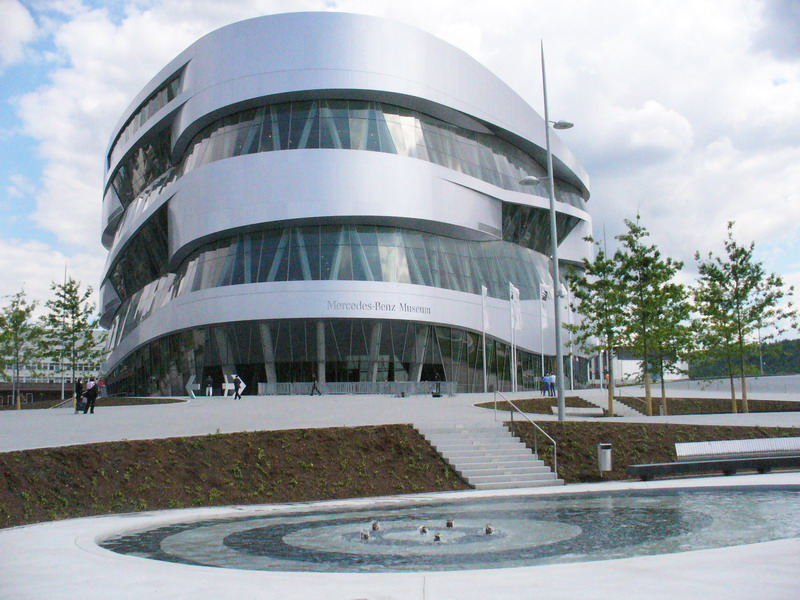
Avantgardistische Bauweise, hier am Beispiel des Mercedes-Benz-Museums in Stuttgart

In der Geschichte der Bildenden Kunst steht der Ausdruck Avantgarde für die künstlerischen Bewegungen des (beginnenden) 20. Jahrhunderts und ist dabei mit dem Begriff der Moderne bzw. der modernen Kunst verknüpft. Eigentümlich ist vielen künstlerischen Avantgardebewegungen der Moderne das Bestreben einer „Aufhebung der Kunst in Lebenspraxis“.
Die enge Verbindung zwischen Kunst und Politik ist typisch für den Beginn des 20. Jahrhunderts. Die Kunstschaffenden wollten nicht mehr nur Schöpfer von ästhetischen Objekten sein oder die Realität abbilden, sondern strebten ehrgeizigere politische, gesellschaftliche und pädagogische Ziele an.
Eine wichtige Rolle in der Geschichte der künstlerischen Avantgarden spielten die Russische Avantgarde, die zunächst von den Bolschewiki gefördert wurde, sowie der italienische Futurismus, der seinen Manifesten der „Kriegskunst“ eine eigene, als revolutionär empfundene Ästhetik zubilligte, die eng mit dem Faschismus verbunden war. Im nachrevolutionären Mexiko der 1920er Jahre verbanden sich im Muralismo Kunst und politische Agitation. Der spätere Wandel der russischen Avantgarde zum so genannten, in künstlerischer Hinsicht kaum noch avantgardistischen, „Sozialistischen Realismus“ unter Stalin war im Primat der Politik und der Volkserziehung über die Kunst bereits angelegt.
Auch Kubismus, Kubofuturismus, Vortizismus, Konstruktivismus, Suprematismus, Dadaismus, Surrealismus, Expressionismus, Tachismus, Action Painting, Minimal Art, Op-Art, Pop Art, Lettrismus, Situationismus, Fluxus, Happening, der Wiener Aktionismus und die sogenannte Konzeptkunst gelten als Kunstbewegungen der Avantgarde, waren jedoch kaum noch politisiert.
Im Deutschen Reich wurde die avantgardistische Kunst ab 1933 durch die Nationalsozialisten als „Entartete Kunst“ bekämpft. Künstler, die sich der gleichgeschalteten „Deutschen Kunst“ nicht anpassten und der Avantgarde verbunden blieben, wurden verfolgt (wenn sie nicht 1933 bereits fliehen mussten oder in den Jahren danach ins Exil gingen). Moderne Kunstwerke wurden als „verjudet“ beschlagnahmt, teilweise zerstört oder in vielen Fällen in der Schweiz versteigert. Jüdische Künstler, die Deutschland nicht rechtzeitig verlassen konnten, wurden im Holocaust ermordet.
Nachdem das Deutsche Reich 1945 besiegt worden war, erholte sich Anfang/Mitte der 1950er Jahre langsam die deutsche Kunstlandschaft von dieser politischen und geistesgeschichtlichen Katastrophe. In der Bundesrepublik gab es Aktivitäten einiger Künstler, die mit ihrer informellen Malerei den Anschluss an die Avantgardebewegungen des französischen Tachismus und des US-amerikanischen Abstrakten Expressionismus bzw. des Action Painting gefunden hatten. In den 1960er Jahren und im Verlauf der 68er-Bewegung wurde die deutsche Kunstentwicklung für Europa und die USA immer wichtiger.
Gleichzeitig markierte die neue Avantgarde der Nachkriegszeit bereits das schleichende Ende des Avantgardekonzepts überhaupt. Trat in der Moderne noch jede der zeitlich oft dicht aufeinanderfolgenden Avantgarden mit dem Anspruch auf, den aktuell letzten und „gültigen“ Stand der künstlerischen Entwicklung zu repräsentieren, war in der Kunst der Postmoderne ein Nebeneinanderexistieren der verschiedenen Avantgarden zu beobachten, die sich miteinander oft eklektizistisch vermischten. Weiterentwicklungen scheinen in viele Richtungen möglich, es gibt keinen Konsens mehr darüber, wohin es nach vorne geht. Das Wort „Avantgarde“ verliert dadurch seine ursprüngliche Bedeutung und erscheint zur Beschreibung gegenwärtiger Kunst kaum noch angemessen.
Anstatt von „Avantgarde“ und „Moderner Kunst“ spricht man für die Kunst der Gegenwart von Zeitgenössischer Kunst. Diese kann dabei gleichermaßen Avantgarde-Strategien fortführen, auf der manchmal verkrampften Suche nach Innovation neu erfinden oder ältere Traditionen wieder aufgreifen.

## Avantgarde in der Literatur
Mit dem Ersten Weltkrieg entwickelten sich literarische avantgardistische Bewegungen und konzipierten ihre Arbeiten zunehmend als sozialkritische und provokative Protestkunst.

### Europa
Kennzeichnend für die Avantgarde ist, dass sie sich inhaltlich, stilistisch, technisch und/oder formal (z. B. durch Entwicklung neuer Formen wie Lautgedichte, Collagen, Zufallsgedichte) von den herrschenden literarischen Strömungen absetzt. Dennoch verstand sie sich oft als Elite, denn zum Konzept der Avantgarde gehören starke Künstlerfiguren. Zu den europäischen literarischen Avantgarden des frühen 20. Jahrhunderts werden Surrealismus, Dadaismus, Expressionismus sowie Scapigliatura und Futurismus gerechnet. Viele Künstler orientierten sich in ihrem radikalen Erneuerungswillen am italienischen Faschismus oder an der Oktoberrevolution.

### Lateinamerika
In Lateinamerika verstanden sich in den 1920er Jahren Indigenismo (vor allem in Mexiko) und Andinismo bzw. Indigenismo andino (vor allem in Peru, Bolivien, Ecuador) als politisch-literarische Avantgardeströmungen, deren Radikalität jedoch teils hinter der der europäischen Avantgarden zurückblieb. Hauptziele dieser Bewegungen waren die Stärkung der Rechte der Indigenen sowie ihrer Kultur, Bilderwelt und Sprache. In Mexiko war der Indigenismo ein wichtiger Baustein des nation building durch Proklamierung der Rassenverschmelzung im Sinne der von José Vasconcelos entwickelten Idee einer zukünftigen raza cosmica nach dem Vorbild der Mestizen. Wie in Teilen der europäischen und insbesondere der russischen Avantgarde wirkte hier ein starker Impuls zur Gesellschaftsveränderung, ja zur universalistischen Menschheitsentwicklung, der den Fragen: Wohin wollen wir? Wie wollen wir werden? nachging. Andere Exponenten der indigenistischen Avantgarde in Mexiko, aber vor allem in den Andenländern fragten: Woher kommen wir? und knüpften damit an die Traditionen der Maya, Azteken und Inka an, wobei sie erstmals auch indigene Sprachen benutzten.

## Avantgarde in der Darstellenden Kunst

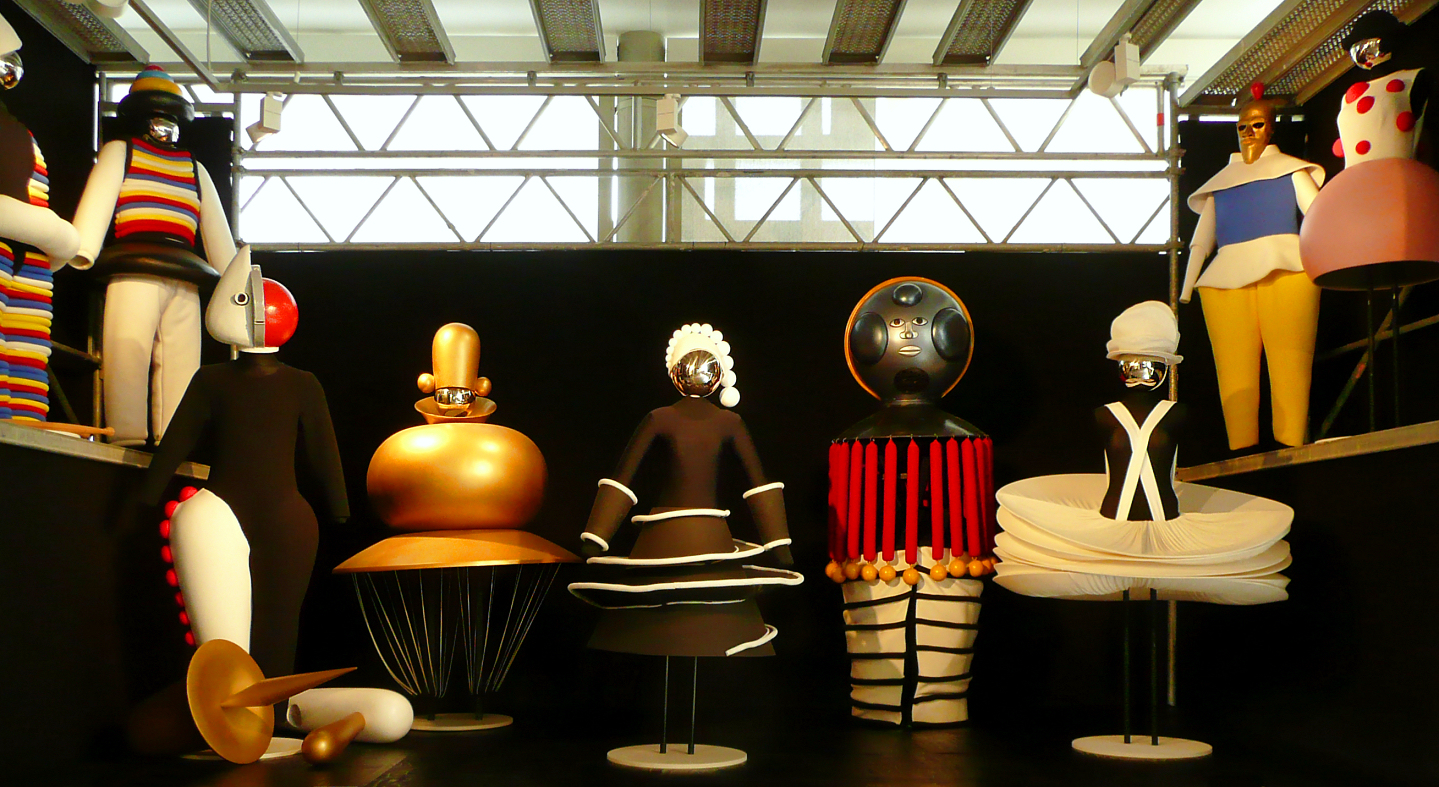
Nachbildung der Figuren des Triadischen Balletts

Im Theater wird der Begriff Avantgarde mit einer Brechung der Illusionen, mit einer Entrümpelung der Bühne sowie mit einem Ausbruch aus darstellerischen Konventionen verbunden. Der Naturalismus wird – vielleicht mit Ausnahme radikal sozialkritischer Varianten – noch nicht zur Avantgarde gerechnet, er bereitete sie jedoch vor. Radikales politisches Engagement und radikale Abwendung von der Realität gehören gleichermaßen zu den Eigenschaften der theatralischen Avantgarde.
Eine Abkehr von Psychologie und Innerlichkeit ist den meisten Strömungen gemeinsam. Literarische Bewegungen wie Dadaismus und Surrealismus stellten eine neue Art von Theatertexten bereit, die sich von der Konvention der „verteilten Rollen“ entfernte. Der Regisseur Edward Gordon Craig entwarf die „Über-Marionette“ als Ideal des neuen Schauspielers, Wsewolod Meyerhold ging vom Taylorismus aus, um eine körperbetonte und multikulturelle Basis für das Schauspiel zu schaffen. Erwin Piscator förderte den Einsatz modernster Technik auf der Bühne mit Film- und Toneinspielungen. Auch Bertolt Brecht war von der antinaturalistischen Avantgarde geprägt.
Die avantgardistischen Strömungen in der Bildenden Kunst wie der Kubismus beeinflussten die Gestaltung von Bühnenbildern und Kostümen. Adolphe Appia setzte leere „rhythmische Räume“ mit differenzierter Beleuchtung der naturalistischen Illusionsbühne mit ihrer Vielzahl von Requisiten entgegen. Bild, Bewegung und Musik wurden auf neue Weise kombiniert wie in Oskar Schlemmers Triadischem Ballett. Die Bewegungstechnik wurde vom Ausdruckstanz (etwa Isadora Duncan) revolutioniert, aus dem das moderne Tanztheater hervorgegangen ist.
Bedeutende Avantgarderegisseure nach 1945 waren unter anderem Jerzy Grotowski, Eugenio Barba, Tadeusz Kantor und Robert Wilson.

## Avantgarde in der Musik
Als musikalische Avantgarden gelten Stilrichtungen in der E-Musik bereits seit der Wende vom 19. zum 20. Jahrhundert, hier wurden sie oft unter dem Schlagwort Neue Musik zusammengefasst. Wichtige Wegbereiter des späten 19. Jahrhunderts waren Wagner, Liszt, Skrjabin und im Besonderen auch Debussy; die des früheren 20. Jahrhunderts zunächst Schönberg, Berg, Webern, Hindemith oder Strawinsky, während in der 2. Hälfte Stockhausen, Xenakis oder Ligeti als wichtige Impulsgeber galten. Allen gemein ist der Bruch mit traditionellen Hörgewohnheiten, etwa durch die plakative Verwendung von Dissonanzen, unregelmäßigen Rhythmen, sowie vor allem durch Atonalität und Polytonalität. Beispiele für musikalische Avantgarden sind die Musik des Expressionismus, Impressionismus, die Zwölftonmusik, später die Serielle Musik, die Aleatorische Musik, die Klangkomposition, die Minimal Music und die aus aufgenommenen Klängen zusammengesetzte Musique concrète. Seit der Nachkriegszeit entstanden auch außerhalb des Bereichs der E-Musik avantgardistische Formen, hier stellen Genres wie der Free Jazz, die daraus weiterentwickelte frei improvisierte Musik sowie Industrial und Noise mit die bedeutendsten musikalischen Avantgarden dar. Auch manche Filmmusiken können deutliche avantgardistische Einflüsse aufweisen, wie etwa Don Davis’ Soundtrack zum 1999 erschienenen Spielfilm Matrix.

## Avantgardefilm
→ Siehe auch Experimentalfilm
Der Avantgardefilm trat schon in der Frühzeit der Kinematografie auf und war damals wie später eng mit der bildenden Kunst verbunden. So gab es in Frankreich, Italien und Deutschland Filmwerke, die aus dem Futurismus, Dadaismus, Konstruktivismus und Surrealismus hervorgingen. Mit der Entwicklung des kostengünstigen 16-mm-Films erfuhr der Avantgardefilm nach dem Zweiten Weltkrieg einen neuen Anstoß in Amerika, Europa, Australien und Japan. Diesmal hießen die übergreifenden Begriffe Strukturalismus, Pop Art, Happening, Fluxus, Konzeptkunst.
Die formalen Möglichkeiten des Films, die keine andere Kunstform besitzt, ließ die traditionelle Bindung an die bildende Kunst immer wieder auch schwächer werden. So etwa im abstrakten Film der 1920er-Jahre („Cinéma pur“) oder im Undergroundfilm der 1960er-Jahre. Dazu kam, dass sich der Avantgardefilm auf sein eigenes Medium zu beziehen begann (Materialfilm, Expanded Cinema, Found Footage).
Der Film ist die einzige moderne Kunstform, die auf den Begriff Avantgarde nicht verzichten kann, um sich von seinen anderen kommerziellen wie künstlerischen Erscheinungsformen zu unterscheiden. Verwirrend ist die nahezu synonyme Verwendung der Bezeichnung Experimentalfilm. Der experimentelle Kurzfilm wurde besonders in den 1950er-Jahren als Vorstufe zum Spielfilm verstanden. Das hängt damit zusammen, dass in Deutschland (mit Auswirkungen auf Österreich) im intellektuellen Diskurs das Experiment abgewertet wurde – besonders durch Hans Magnus Enzensberger 1962 in seinen „Aporien der Avantgarde“ – da auch in der Kunst in der Zeit des Wiederaufbaus Nägel mit Köpfen gemacht werden sollten.
Viele Filmemacher scheuten sich trotzdem nicht, ihre Filme als Experimente zu verstehen, aber nicht alle sind es von ihrem Konzept bzw. ihrer Herstellung her. Deshalb kann Avantgardefilm als der übergreifendere Begriff verstanden werden. Eine weitere Unklarheit entsteht dadurch, dass von Regisseuren künstlerischer Filme wie Sergei Michailowitsch Eisenstein, Alain Resnais, Jean-Luc Godard oder David Lynch häufig als Avantgardisten gesprochen wird. Sie sind zwar von der Avantgarde beeinflusst und nehmen im Spielfilm eine Sonderstellung ein, bleiben in ihrem Gesamtbild aber, gemessen am Avantgardefilm, weitgehend konventionell.

## Charakteristik künstlerischer Avantgarden
In der Vielfalt der bildnerischen, literarischen und musikalischen Bewegungen und Stile lassen sich bei aller Verschiedenheit einige gemeinsame Tendenzen aufzeigen, die es erlauben, den Begriff der künstlerischen Avantgarde gegen andere Epochen und Stilrichtungen abzugrenzen. Die avantgardistische Kunst tritt oft als bewusst provokante, betont innovative sowie stark selbstreflexiv orientierte Kunst auf.

### Provokation
Es ist essentieller Antrieb in den Avantgarden, das Ungewohnte, Neue zu suchen. Insbesondere Ende des neunzehnten und in der ersten Hälfte des zwanzigsten Jahrhunderts war das Ziel häufig enger darin gefasst, das Bildungsbürgertum zu schockieren. Baudelaires Gedichtsammlung Die Blumen des Bösen ist hierfür eines der frühesten Zeugnisse. Innovativ an diesen Gedichten war es, das hässliche großstädtische Leben als Material für Lyrik überhaupt zuzulassen. Einen gewissen Höhepunkt erreicht er im Dadaismus, der das Publikum mit Nonsens-Literatur brüskiert, und später im Wiener Aktionismus, der den „guten Geschmack“ zum eigentlichen Angriffspunkt wählt und durch extreme Performances provoziert.

### Innovation
Das übergreifende strukturelle Problem der Avantgarden ist hiermit bereits gekennzeichnet. Avantgarden bilden eine eigendynamische Art der Überbietungsform aus: Was gestern noch ungewöhnlich war, etabliert sich sukzessive und wird im Mainstream oft assimiliert und wirkt bald bereits vertraut. Solche Situationen treffen avantgardistische Ansätze, in und zwischen den Avantgarden hat sich daher ein Entwicklungsmuster herausgebildet, das immer weitere formale Innovation als essentiell versteht.

### Selbstreflexivität
Ein weiteres Merkmal vieler Avantgarden ist ihre theoretische Fundiertheit, häufig entsteht auch eine außerästhetische, theoretische Kommentierung. Avantgardistische Kunstformen provozieren so eine Dauerreflexion über sich, die oft auch Fragen auslöste, was warum aus welchem Grund überhaupt noch als Kunst wahrgenommen werden kann und was Kunst überhaupt sei.

## Kritik am Avantgarde-Begriff
Charles Baudelaire wehrte sich früh gegen den Einzug und die Verwendung von militärischen Begriffen, so wie das der Avantgarde, in die Literatur. Es passt nicht zusammen, dass radikale Vertreter des Freiheitsbegriffs sich assoziativ auf eine Struktur beziehen, die auf Unterwerfung und Mord hinauszieht. Als prägender Verfechter des Begriffs „l’art pour l’art“ vertritt Baudelaire eine Extremposition der Avantgarde, die eine Revolution gegen alle Machtinstanzen und Institutionen darstellen soll.
Am Ende des 20. Jahrhunderts gerieten der Begriff der Avantgarde und die damit verbundenen Vorstellungen zunehmend in die Kritik. Die Annahme, dass Personen oder Gruppen im Prozess des Fortschritts „voranschreiten“ und der Rest, der „Mainstream“, deren Beispiel folgt oder folgen müsse, wurde zunehmend angezweifelt. Der Hintergrund zu dieser Entwicklung ist einerseits im zumindest zeitweiligen Versiegen der künstlerischen Avantgardebewegungen und im Scheitern vieler politischer, revolutionärer Bewegungen zu suchen. Andererseits geht mit den Ideen der Postmoderne auch eine bewusste Abkehr vom Konzept der Avantgarde einher, die durch ihren Führungsanspruch als autoritär kritisiert wird. Stattdessen wird das pluralistische Nebeneinander von Entwicklungen und Bewegungen höher bewertet.
Der französische Schriftsteller und Regisseur Romain Gary († 1980) fasste seine Kritik in das Bonmot „Avantgardisten sind Leute, die nicht genau wissen, wo sie hinwollen, aber als erste da sind“.

### Dokumente
- Als die Surrealisten noch recht hatten. Texte und Dokumente, hrsg. u. eingel. von Günter Metken, Stuttgart: Reclam, 1976
- Manifeste und Proklamationen der europäischen Avantgarde (1909–1938), hrsg. von Wolfgang Asholt und Walter Fähnders, Stuttgart und Weimar: Metzler, 1995
- Am Nullpunkt: Positionen der russischen Avantgarde, hrsg. von Boris Groys und Aage Hansen-Löve, Frankfurt am Main: Suhrkamp, 2005

### Darstellungen
- Theodor W. Adorno: Philosophie der neuen Musik. Gesammelte Schriften, Band 12, Frankfurt am Main: Suhrkamp 1975, ISBN 3-518-57234-2
- Robert Archambeau: “The Avant-Garde in Babel. Two or Three Notes on Four or Five Words”, Action-Yes vol. 1, issue 8 Autumn 2008.
- Klaus von Beyme: Das Zeitalter der Avantgarden. Kunst und Gesellschaft 1905–1955, München: C. H. Beck 2005, ISBN 3-406-53507-0
- Peter Bürger: Theorie der Avantgarde, Frankfurt am Main: Suhrkamp 1974
- Per Bäckström (Hrsg.): Centre-Periphery. The Avant-Garde and the Other, Nordlit. University of Tromsø, no. 21 2007.
- Per Bäckström: ”One Earth, Four or Five Words. The Peripheral Concept of ’Avant-Garde’”, Action-Yes vol. 1, issue 12 Winter 2010.
- Per Bäckström, Bodil Børset (Hrsg.): Norsk avantgarde (Norwegische Avantgarde), Oslo: Novus 2011.
- Per Bäckström, Benedikt Hjartarson (Hrsg.): Decentring the Avant-Garde, Amsterdam & New York: Rodopi, Avantgarde Critical Studies, 2014.
- Per Bäckström, Benedikt Hjartarson: “Rethinking the Topography of the International Avant-Garde”, in Decentring the Avant-Garde, Per Bäckström & Benedikt Hjartarson (Hrsg.): Amsterdam & New York: Rodopi, Avantgarde Critical Studies, 2014.
- Hubert van den Berg, Walter Fähnders (Hrsg.): Metzler Lexikon Avantgarde, Stuttgart: Metzler 2009, ISBN 3-476-01866-0
- Hannes Böhringer: Avantgarde. Geschichte einer Metapher, in: Archiv für Begriffsgeschichte 22, Bonn 1978, S. 90–114
- Alexander Emanuely: Avantgarde I. Von den anarchistischen Anfängen bis Dada oder wider eine begriffliche Beliebigkeit, Stuttgart: Schmetterling Verlag/theorie.org 2015, ISBN 3-89657-680-1
- Hans Magnus Enzensberger: Aporien der Avantgarde, in Einzelheiten II. Poesie und Politik Frankfurt am Main, Suhrkamp 1964, S. 50ff
- Walter Fähnders: Avantgarde und Moderne 1890–1933, 2. aktualisierte und erweiterte Auflage Stuttgart/Weimar: Metzler 2010 (Lehrbuch Germanistik); ISBN 978-3-476-02312-4.
- Walter Fähnders: Projekt Avantgarde. Avantgardebegriff und avantgardistischer Künstler, Manifeste und avantgardistische Arbeit. Bielefeld: Aisthesis-Verlag 2019 (Moderne-Studien Band 23); ISBN 978-3-8498-1310-9 bzw. ISBN 978-3-8498-1479-3
- Walter Fähnders: Gespenster der Avantgarde. Nachbilder und ihre Manifestationen. Berlin, BasisDruck 2024 (Pamphlete Bd 29); ISBN 978-3-86163-168-2
- Erika Fischer-Lichte (Hrsg.): TheaterAvantgarde. Wahrnehmung – Körper – Sprache, Tübingen/Basel 1995, ISBN 3-8252-1807-4
- Uwe Fleckner, Martin Schieder, Michael F. Zimmermann (Hrsg.): Jenseits der Grenzen. Französische und deutsche Kunst vom Ancien Regime bis zur Gegenwart. Band III: Dialog der Avantgarden. Köln: DuMont 2000
- Thomas Hecken: Avantgarde und Terrorismus. Rhetorik der Intensität und Programme der Revolte von den Futuristen bis zur RAF, Bielefeld: transcript 2006, ISBN 3-89942-500-6, Rezension von Sven Beckstette online
- Till R. Kuhnle: Die permanente Revolution der Tradition – oder die Wiederauferstehung der Kunst aus dem Geist der Avantgarde?, in: Hans Vilmar Geppert, Hubert Zapf (Hrsg.): Theorien der Literatur II, Tübingen: Francke 2005, S. 95–133, ISBN 3-7720-8117-7 (Der Artikel behandelt u. a. die Bedeutung Nietzsches für die Avantgarde).
- Harry Lehmann: »Avantgarde heute. Ein Theoriemodell der ästhetischen Moderne«, in: Musik & Ästhetik, 10. Jg., Heft 38, Stuttgart: Klett-Cotta 2006, S. 5–41.
- Christine Magerski: Theorien der Avantgarde. Gehlen – Bürger – Bourdieu – Luhmann. VS Verlag, Wiesbaden 2011.
- Andreas Mauz, Ulrich Weber, Magnus Wieland (Hg.): Avantgarden und Avantgardismus. Programme und Praktiken emphatischer kultureller Innovation, Göttingen: Wallstein 2018 (Sommerakademie Centre Dürrenmatt Neuchâtel, Bd. 6).
- Christine Scheucher: Figuren des Unmittelbaren. Zur Fortschreibung der Avantgarden im digitalen Raum. In: Anja Ohmer (Hrsg.), Aspekte der Avantgarde, Bd. 9, Berlin: Weidler-Verlag 2007, ISBN 978-3-89693-482-6
- Astrit Schmidt-Burkhardt: Stammbäume der Kunst: Zur Genealogie der Avantgarde. Berlin: Akademie Verlag, 2005, ISBN 3-05-004066-1
- Enno Stahl: Anti-Kunst und Abstraktion in der literarischen Moderne. Vom italienischen Futurismus bis zum französischen Surrealismus 1909–1933. Frankfurt/M.: Peter Lang 1997, ISBN 3-631-32633-5
- Christoph Wagner: „Raumutopien und Raumkonstruktionen in den Avantgardebewegungen des frühen 20. Jahrhunderts“, in: Zukunftsräume. Kandinsky, Mondrian, Lissitzky und die abstrakt-konstruktive Avantgarde in Dresden 1919 bis 1932, hrsg. von Staatliche Kunstsammlung Dresden, Sandstein Verlag, Dresden 2019. ISBN 978-3-9549-8457-2, S. 31–49.
- Winfried Wehle, Rainer Warning (Hrsg.): Lyrik und Malerei der Avantgarde. Romanistisches Kolloquium II, München 1982 (UTB 1191) PDF
- Winfried Wehle: Lyrik der Zweiten Moderne: Wandlungen einer dissidenten Sprachbewegung im 20. Jahrhundert. In: Wehle, Winfried (Hrsg.): Französische Literatur. 20. Jahrhundert: Lyrik. – Tübingen: Stauffenburg 2010, S. 9–42, ISBN 978-3-86057-910-7 PDF
- Winfried Wehle: Absenz. Das Ende der Unendlichkeit als Anfang unendlicher Möglichkeiten – Mallarmé, Matisse, Pallazeschi, Yves Klein. In: Gauly, Bardo M.; Neumann, Michael (Hrsg.): Einbruch – Umbruch – Aufbruch. Unendlichkeitsentwürfe in Zeitenwenden. Würzburg: Königshausen & Neumann 2024, S. 215–249. PDF

### Zeitschriften
Forschung
- Avantgarde critical studies, Amsterdam: Rodopi, seit 1987

Historische Zeitschriften (Auswahl)
- Die Aktion (1911–1932)
- Contimporanul (1922–1933)
- internationale situationniste. bulletin centrale, hrsg. von Guy Debord, 1958–1969, vollständiger Reprint: Paris: éditions champ libre, 1975, Übersetzung: Situationistische Internationale 1958–1969, Hamburg: MaD Verlag 1976 (Band 1) und 1977 (Band 2)
- Potlatch (1954–1957), hrsg. von Guy Debord, vollständiger Reprint: Paris: Gallimard (collection folio), 1996
- La Révolution surréaliste, hrsg. von Pierre Naville und Benjamin Péret (1–3) bzw. André Breton (4–12), 1924–1929, vollständiger Reprint: Paris: Jean-Michel Place, 1980
- SIC, 1916–1919, hrsg. von Pierre Albert-Birot, vollständiger Reprint: Paris: Jean-Michel Place, 1993
- Der Sturm (1910–1932)
- Le Surréalisme au service de la révolution, (1930–1933), hrsg. von André Breton, vollständiger Reprint: Paris: Jean-Michel Place, 1976, 2003